# Du hast
"Du hast"（德译：你有/你狠）是Rammstein的一首单曲。

## MV
开头是Christoph Schneider和女演员Astrid Meyerfeldt走进一辆停靠在荒凉的小仓库附近的伏尔加GAZ-21汽车里。夫妻俩给对方似乎是一个“最后的拥抱”，但可以从Meyerfeldt眼中看到一丝谎言，大概Meyerfeldt与另一名男子有染，hast的德语发音爱和恨强调了歌曲的抒情性，Schneider将手伸进后座的一个袋子里，拿出一把手枪，塞进裤子后走进了仓库去执行某个义务。
里面，一群男人戴着被切去一半的面具并等着Schneider，他们脱下自己的面具Schneider欣慰地看到这是他的朋友（乐队成员），他们开始喝酒，但未见此况的Meyerfeldt认为他被乐队成员殴打，被注射麻醉药含糊不清地看着乐队成员的脸，最后被浇上汽油烧死。
外面，Meyerfeldt等在车旁，她将手从眼睛上挪开并意识到发生了什么，所有人走到外面包括Schneider，他毫发无损，Schneider用厌恶的眼神看着Meyerfeldt，他查看手表然后汽车爆炸，但他们继续走着，没有回头。